# Methanosarcina thermophila
Methanosarcina thermophila es una arquea metanógena termófila y acetotrófica. Puede crecer en concentraciones salinas de 0.05 a 1.2 M.

## Otras lecturas
- Proctor LM; Lai R; Gunsalus RP (June 1997). «The methanogenic archaeon Methanosarcina thermophila TM-1 possesses a high-affinity glycine betaine transporter involved in osmotic adaptation». Appl. Environ. Microbiol. 63 (6): 2252-7. PMC 168517. PMID 9172344. Consultado el 2 de septiembre de 2013.
- Iyer PP; Lawrence SH; Luther KB (April 2004). «Crystal structure of phosphotransacetylase from the methanogenic archaeon Methanosarcina thermophila». Structure 12 (4): 559-67. PMID 15062079. doi:10.1016/j.str.2004.03.007. Consultado el 2 de septiembre de 2013.
- Mladenovska, Z.; Ahring, B. K. (1997). «Mixotrophic growth of two thermophilic Methanosarcina strains, Methanosarcina thermophila TM-1 and Methanosarcina sp. SO-2P, on methanol and hydrogen/carbon dioxide». Applied Microbiology and Biotechnology 48 (3): 385-388. ISSN 0175-7598. doi:10.1007/s002530051067.
- Borup, B (2000). «Cysteine biosynthesis in the Archaea: Methanosarcina thermophila utilizes O-acetylserine sulfhydrylase». FEMS Microbiology Letters 189 (2): 205-210. ISSN 0378-1097. doi:10.1016/S0378-1097(00)00284-6.

### Bases de datos científicos
- PubMed
- PubMed Central
- Google Scholar